# Haute-Goulaine
Pour les articles homonymes, voir Goulaine.
Haute-Goulaine (Hautt-Góleinn en gallo) est une commune de l'Ouest de la France située dans le département de la Loire-Atlantique, en région administrative Pays de la Loire.
Historiquement, c'est une commune de Bretagne, située dans le Pays nantais (grand-pays historique), dans le pays (archidiaconé) traditionnel d'Outre-Loire,  et dans le terroir dit Pays du Vignoble nantais.

## Géographie

### Situation

Situation de la commune de Haute-Goulaine dans le département de la Loire-Atlantique.

Haute-Goulaine est située à 10 km au sud-est de Nantes (centre).
Les communes limitrophes sont Saint-Julien-de-Concelles, Le Loroux-Bottereau, La Chapelle-Heulin, La Haie-Fouassière, Vertou et Basse-Goulaine.

### Climat
Pour des articles plus généraux, voir Climat des Pays de la Loire et Climat de la Loire-Atlantique.
En 2010, le climat de la commune est de type climat océanique franc, selon une étude du CNRS s'appuyant sur une série de données couvrant la période 1971-2000. En 2020, Météo-France publie une typologie des climats de la France métropolitaine dans laquelle la commune est exposée à un climat océanique et est dans la région climatique  Bretagne orientale et méridionale, Pays nantais, Vendée, caractérisée par une faible pluviométrie en été et une bonne insolation. 
Pour la période 1971-2000, la température annuelle moyenne est de 11,8 °C, avec une amplitude thermique annuelle de 13,7 °C. Le cumul annuel moyen de précipitations est de 782 mm, avec 12,6 jours de précipitations en janvier et 6,4 jours en juillet. Pour la période 1991-2020, la température moyenne annuelle observée sur la station météorologique de Météo-France la plus proche, « Haie-Fouassière », sur la commune de La Haie-Fouassière à 5 km à vol d'oiseau, est de 12,8 °C et le cumul annuel moyen de précipitations est de 858,5 mm,. Pour l'avenir, les paramètres climatiques de la commune estimés pour 2050 selon différents scénarios d'émission de gaz à effet de serre sont consultables sur un site dédié publié par Météo-France en novembre 2022.
| Mois                                  | jan.             | fév.           | mars           | avril         | mai             | juin           | jui.          | août           | sep.          | oct.            | nov.            | déc.           | année     |
| ------------------------------------- | ---------------- | -------------- | -------------- | ------------- | --------------- | -------------- | ------------- | -------------- | ------------- | --------------- | --------------- | -------------- | --------- |
| Température minimale moyenne (°C)     | 3,2              | 2,7            | 4,5            | 6,2           | 9,5             | 12,3           | 13,9          | 13,7           | 10,9          | 8,9             | 5,6             | 3,5            | 7,9       |
| Température moyenne (°C)              | 6,3              | 6,6            | 9,2            | 11,6          | 15,1            | 18,2           | 20            | 19,9           | 17            | 13,5            | 9,3             | 6,7            | 12,8      |
| Température maximale moyenne (°C)     | 9,3              | 10,6           | 13,9           | 17            | 20,6            | 24,1           | 26,1          | 26,2           | 23            | 18              | 12,9            | 9,9            | 17,6      |
| Record de froid (°C) date du record   | −13,2 20.01.1963 | −14 10.02.1986 | −10,8 01.03.05 | −4 01.04.1963 | −0,6 14.05.1995 | 1,5 02.06.1962 | 6 07.07.1962  | 4,6 20.08.1964 | 1,3 26.09.10  | −4,6 30.10.1997 | −7,5 21.11.1993 | −12 28.12.1962 | −14 1986  |
| Record de chaleur (°C) date du record | 18,5 27.01.03    | 24,1 27.02.19  | 26 20.03.05    | 30,2 30.04.05 | 33,6 26.05.17   | 39,6 27.06.19  | 39,5 23.07.19 | 40,5 07.08.20  | 36 01.09.1961 | 28,8 03.10.11   | 22,9 01.11.15   | 19 16.12.1989  | 40,5 2020 |
| Précipitations (mm)                   | 96,5             | 72,2           | 61,5           | 63,1          | 58,5            | 48,1           | 45            | 50             | 67,8          | 91,4            | 97,9            | 106,5          | 858,5     |

## Urbanisme

### Typologie
Au 1er janvier 2024, Haute-Goulaine est catégorisée ceinture urbaine, selon la nouvelle grille communale de densité à sept niveaux définie par l'Insee en 2022.
Elle appartient à l'unité urbaine de Nantes, une agglomération intra-départementale regroupant 22  communes, dont elle est une commune de la banlieue,,. Par ailleurs la commune fait partie de l'aire d'attraction de Nantes, dont elle est une commune de la couronne,. Cette aire, qui regroupe 116 communes, est catégorisée dans les aires de 700 000 habitants ou plus (hors Paris),.

### Occupation des sols
L'occupation des sols de la commune, telle qu'elle ressort de la base de données européenne d’occupation biophysique des sols Corine Land Cover (CLC), est marquée par l'importance des territoires agricoles (76,9 % en 2018), en diminution par rapport à 1990 (88,4 %). La répartition détaillée en 2018 est la suivante : 
prairies (31 %), zones agricoles hétérogènes (29,4 %), cultures permanentes (14,9 %), zones urbanisées (12 %), zones humides intérieures (7,3 %), forêts (2,1 %), zones industrielles ou commerciales et réseaux de communication (1,7 %), terres arables (1,6 %). L'évolution de l’occupation des sols de la commune et de ses infrastructures peut être observée sur les différentes représentations cartographiques du territoire : la carte de Cassini (XVIIIe siècle), la carte d'état-major (1820-1866) et les cartes ou photos aériennes de l'IGN pour la période actuelle (1950 à aujourd'hui).

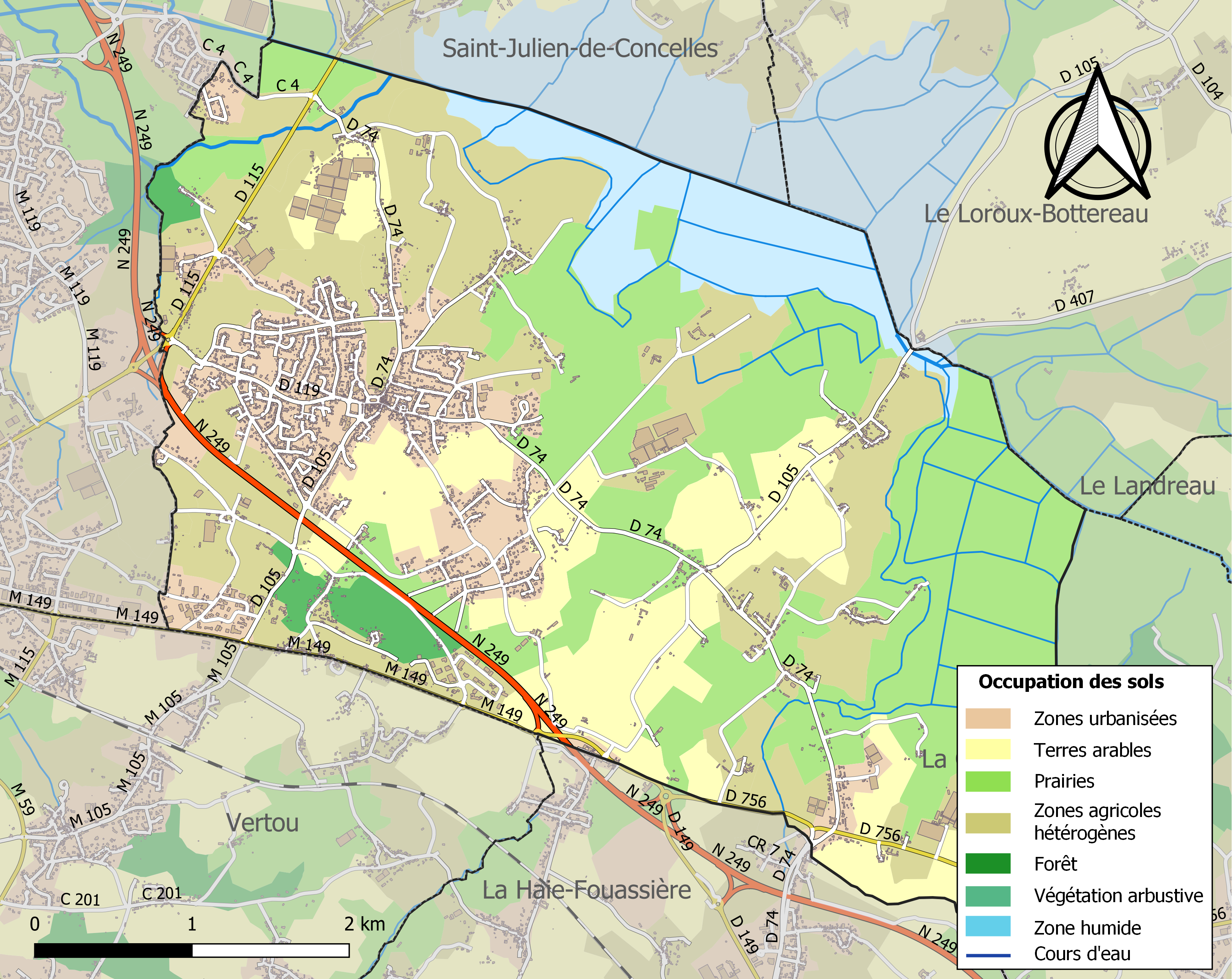
Carte des infrastructures et de l'occupation des sols de la commune en 2018 (CLC).

## Toponymie
Attestée sous la forme Golena en 1123.
De goule, canal, goulot d'étranglement, avaloir, de Goulaine, « canal de déversoir des eaux du marais ».
Le nom de Haute-Goulaine vient de la rivière la Goulaine, et de la position topographique du village en amont de la rivière par rapport à Basse-Goulaine en aval.
Haute-Goulaine possède un nom en gallo, la langue d'oïl locale : Hautt-Góleinn selon l'écriture ELG, ou ·Ôtt Goulènn selon l'écriture MOGA. En gallo, le nom de la commune se prononce [odgulɛn].
Gorre-Goulen en breton[réf. nécessaire].

## Histoire
Antiquité
La Villa des Cléons est une exploitation agricole installée, sur le territoire de la commune à l'époque des Gallo-Romains. Elle s'étendait sur un coteau à proximité du marais de Goulaine et de la Loire. Le musée Dobrée conserve aujourd'hui les 6.000 objets mis au jour durant sa fouille, entre 1882 et 1900. Il en expose une sélection. (information du musée Dobrée)

### Moyen Âge
Au VIe siècle, est édifiée une chapelle dédiée à saint Martin de Vertou, un disciple de saint Félix, évêque de Nantes de 550 à 583. Une trève (paroisse secondaire), à l'origine sous le patronage de sainte Radegonde, est probablement créée à la même époque.
La paroisse de Goulaine est fondée entre le XIIe et le XIIIe siècle : elle inclut d'abord Haute-Goulaine et Basse-Goulaine, qui ne sont distinguées qu'à partir de 1287.
L'histoire de la commune de Haute-Goulaine se confond avec celle de la famille de Goulaine (Marcis de Goulaine vit au XIIe siècle). Au XIIe siècle, Jean Ier de Goulaine est nommé capitaine de la ville de Nantes par Henri II Plantagênet. Au XIVe siècle, Jean II de Goulaine obtient le droit de créer une foire le jour de la Saint-Martin.

### Temps modernes
Henri IV de France (roi de 1589 à 1610) érige la seigneurie de Goulaine en marquisat en faveur de Gabriel de Goulaine, époux de Marguerite de Bretagne. En 1788, Les terres et le château de Goulaine, propriété de Jean de Baille Hache, marquis de Goulaine, sont achetés par Dominique Deurbroucq fils (frère aîné de Piter Deurbroucq), un armateur et négociant nantais d'origine hollandaise.
Au XVIIe siècle, le manoir des Cléons, situé sur le territoire de Haute-Goulaine, appartient à Madame de Sévigné.
On mentionne plusieurs familles nobles : les de La Forêt d'Armaille (aux Montys-Férusseaux), les Bachelier de Bercy (au Carteron), les Mosnier de Thouaré, Bougrenet de La Tocnaye, puis du Boisguéhéneuc (à la Rabillardière), les du Boisguéhéneuc (à La Châtaigneraie). À noter que le Carteron est acquis par la suite par la famille Douault (riches armateurs et planteurs déjà propriétaires de l'Hôtel d'Aux, place Louis XVI à Nantes) et les Montys-Férusseaux sont acquis par la famille Thébaud ou Thébaut (négociants nantais).
En 1793, les insurgés vendéens établissent un camp aux Cléons et un autre à La Loué.
Liste non exhaustive des recteurs de la paroisse de Haute-Goulaine : Étienne Godard, Pierre Douet, Guyot, Bouyer, Jean Béconnais, Cousin, Curet, Mercier, François Guinel, Pierre Ménard, ...
Quelques gardes-champêtres : Pierre Jamoneau (à partir de 1845), René Buisson, François Mougenot de 1866 à 1871, Mathurin Leray, Théophile Maltête, Joseph Maltête.

### Époque contemporaine
Le 22 octobre 1941, six des 16 otages fusillés à Nantes à la suite de l'attentat contre Karl Hotz sont inhumés dans le cimetière de Haute-Goulaine :
- Auguste Blouin : 57 ans, né à Saint Crespin (Maine-et-Loire), soupçonné d’avoir favorisé des évasions de prisonniers de guerre. Son corps a été transféré dans le cimetière de Saint Jacques de Nantes ;
- René Carrel : 20 ans, de Nantes, militant communiste, soupçonné de résistance. Inhumé dans le cimetière de la Bouteillerie de Nantes puis au cimetière de la Chauvinière de Nantes ;
- Robert Grassineau : 34 ans, né à Lorient (Morbihan), communiste, soupçonné d’actes de résistance. Inhumé dans le cimetière de la Chauvinière de Nantes ;
- André Le Moal : 17 ans, né à Saint-Nazaire, violences contre des soldats allemands, soupçonné d’actes de résistance. Inhumé dans le cimetière de la Chauvinière de Nantes ;
- Alexandre Fourny : 43 ans, né à Issé (Loire-Atlantique), soupçonné d’avoir favorisé des évasions de prisonniers de guerre. Son corps transféré dans le cimetière de Saint Joseph de Nantes, fut déplacé dans le cimetière de Miséricorde de Nantes ;
- Léon Jost : 57 ans, de Nantes, directeur personnel de l'usine LU, commandeur de la Légion d'honneur, soupçonné de favoriser les évasions de prisonniers de guerre. Son corps fut transféré dans le cimetière de Miséricorde de Nantes.

### Liste des maires

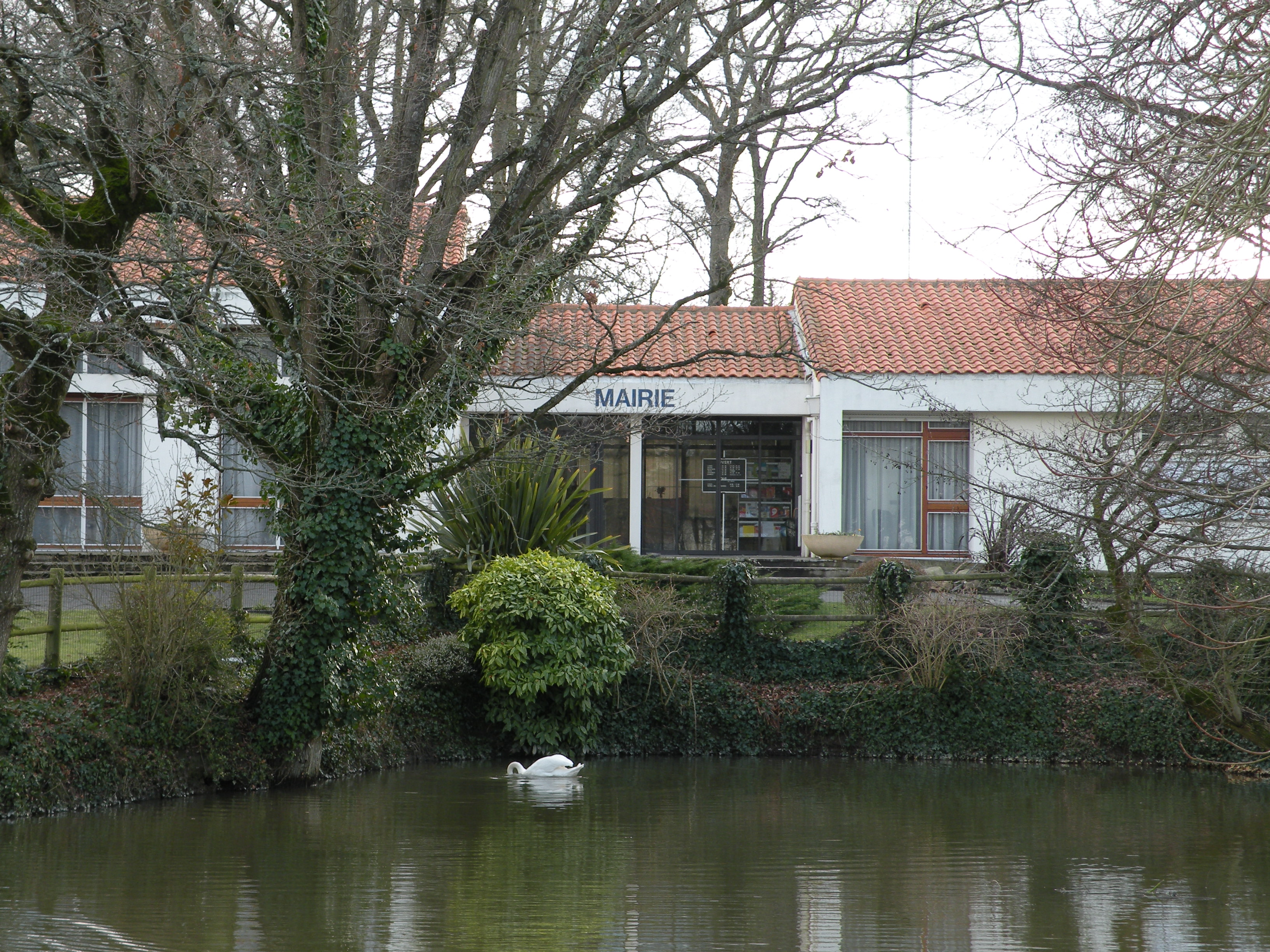
La mairie

## Politique et administration

### Jumelages
- Pedro Muñoz (Espagne)

L'Association des « Amis de Pedro Muñoz », constituée à l'initiative de la Municipalité, des associations sportives et culturelles, des écoles, collèges et lycée de Haute-Goulaine est née fin 2008. Elle a pour vocation d'animer et d'organiser le jumelage.

## Démographie
Selon le classement établi par l'Insee, Haute-Goulaine fait partie de l'aire urbaine, de l'unité urbaine, de la zone d'emploi et du bassin de vie de Nantes. Toujours selon l'Insee, en 2010, la répartition de la population sur le territoire de la commune était considérée comme « intermédiaire » : 69 % des habitants résidaient dans des zones « intermédiaires » et 31 % dans des zones « peu denses ».

### Évolution démographique
L'évolution du nombre d'habitants est connue à travers les recensements de la population effectués dans la commune depuis 1793. Pour les communes de moins de 10 000 habitants, une enquête de recensement portant sur toute la population est réalisée tous les cinq ans, les populations de référence des années intermédiaires étant quant à elles estimées par interpolation ou extrapolation. Pour la commune, le premier recensement exhaustif entrant dans le cadre du nouveau dispositif a été réalisé en 2005.

En 2022, la commune comptait 5 992 habitants, en évolution de +4,12 % par rapport à 2016 (Loire-Atlantique : +6,68 %, France hors Mayotte : +2,11 %).
| 1793  | 1800 | 1806  | 1821  | 1831  | 1836  | 1841  | 1846  | 1851  |
| ----- | ---- | ----- | ----- | ----- | ----- | ----- | ----- | ----- |
| 1 470 | 855  | 1 481 | 1 548 | 1 489 | 1 589 | 1 614 | 1 624 | 1 676 |

| 1856  | 1861  | 1866  | 1872  | 1876  | 1881  | 1886  | 1891  | 1896  |
| ----- | ----- | ----- | ----- | ----- | ----- | ----- | ----- | ----- |
| 1 666 | 1 753 | 1 801 | 1 762 | 1 841 | 1 831 | 1 807 | 1 656 | 1 603 |

| 1901  | 1906  | 1911  | 1921  | 1926  | 1931  | 1936  | 1946  | 1954  |
| ----- | ----- | ----- | ----- | ----- | ----- | ----- | ----- | ----- |
| 1 561 | 1 616 | 1 579 | 1 341 | 1 296 | 1 281 | 1 301 | 1 354 | 1 607 |

| 1962  | 1968  | 1975  | 1982  | 1990  | 1999  | 2005  | 2006  | 2010  |
| ----- | ----- | ----- | ----- | ----- | ----- | ----- | ----- | ----- |
| 1 815 | 1 981 | 2 582 | 3 225 | 3 823 | 4 930 | 5 394 | 5 439 | 5 530 |

| 2015  | 2020  | 2022  | - | - | - | - | - | - |
| ----- | ----- | ----- | - | - | - | - | - | - |
| 5 633 | 5 954 | 5 992 | - | - | - | - | - | - |

### Pyramide des âges
Les données suivantes concernent l'année 2013.
La population de la commune est relativement âgée. Le taux de personnes d'un âge supérieur à 60 ans (23,5 %) est en effet supérieur au taux national (22,6 %) et au taux départemental (22,5 %),,.
À l'instar des répartitions nationale et départementale, la population féminine de la commune est supérieure à la population masculine. Le taux (51 %) est du même ordre de grandeur que le taux national (51,6 %),,.
| Hommes | Classe d’âge | Femmes |
| ------ | ------------ | ------ |
| 0,2    | 90 ans ou +  | 1,6    |
| 5,5    | 75 à 89 ans  | 8,3    |
| 15,7   | 60 à 74 ans  | 15,6   |
| 25,4   | 45 à 59 ans  | 24,3   |
| 16,9   | 30 à 44 ans  | 17,2   |
| 15,7   | 15 à 29 ans  | 15,3   |
| 20,5   | 0 à 14 ans   | 17,8   |

| Hommes | Classe d’âge | Femmes |
| ------ | ------------ | ------ |
| 0,4    | 90 ans ou +  | 1,3    |
| 5,8    | 75 à 89 ans  | 9,1    |
| 13,5   | 60 à 74 ans  | 14,6   |
| 19,6   | 45 à 59 ans  | 19,2   |
| 20,8   | 30 à 44 ans  | 19,6   |
| 19,4   | 15 à 29 ans  | 17,7   |
| 20,5   | 0 à 14 ans   | 18,5   |

## Économie

### Zones d'activités
La communue de Haute goulaine dispose de 3 parcs d'activités :
- un parc à vocation artisanale au lieu-dit « la Louée » ;
- un parc à vocation tertiaire à « la Lande Saint-Martin » ;
- un parc à vocation industrielle, proche de la RN249 Nantes/Cholet, « la Braudière - Pastière » ;
- le vignoble.

Le vignoble Goulainais représente une économie majeure sur la commune, 1/4 de sa superficie est consacrée à l'activité viticole.
Deux vins blancs secs caractérisent la production locale Muscadet-Sèvre-et-Maine et de Gros-plant-du-pays-nantais.
le Gros-Plant, issu d'un cépage originaire de Charente, la « folle blanche » tandis que le Muscadet est issu du cépage bourguignon « melon ».
À noter que quelques vins de pays, rouges et rosés, sont aussi produits en plus faible quantité à partir de Gamay et Cabernet.
La réputation des viticulteurs Goulainais est régulièrement reconnue avec l'obtention de nombreuses médailles aux concours régionaux et nationaux.

### Agriculture
L'agriculture est également présente avec des exploitations maraîchères (légumes, plantes aromatiques et fleurs), dont notamment la Mâche et le Muguet.

## Sport
L'Étoile sportive de Haute-Goulaine est l'équipe de football de la commune fondée en 1947. Le club est successivement entraîné par les anciens joueurs professionnels du FC Nantes Japhet N'Doram (2015-2020) puis Pascal Delhommeau (depuis 2020). L'équipe fanion évolue en Départementale 1 lors de la saison 2021-2022.
La section basket-ball de l'Étoile sportive de Haute-Goulaine a fusionné en juin 2014 avec le Basket Sèvre et Maine (couvrant les communes de Château-Thébaud, La Haie-Fouassière et Saint Fiacre-sur-Maine) pour former le Basket Sud Loire. L'équipe masculine évolue en Pré-régionale (9e échelon) lors de la saison 2021-2022.

## Patrimoine et culture locale

### Lieux et monuments

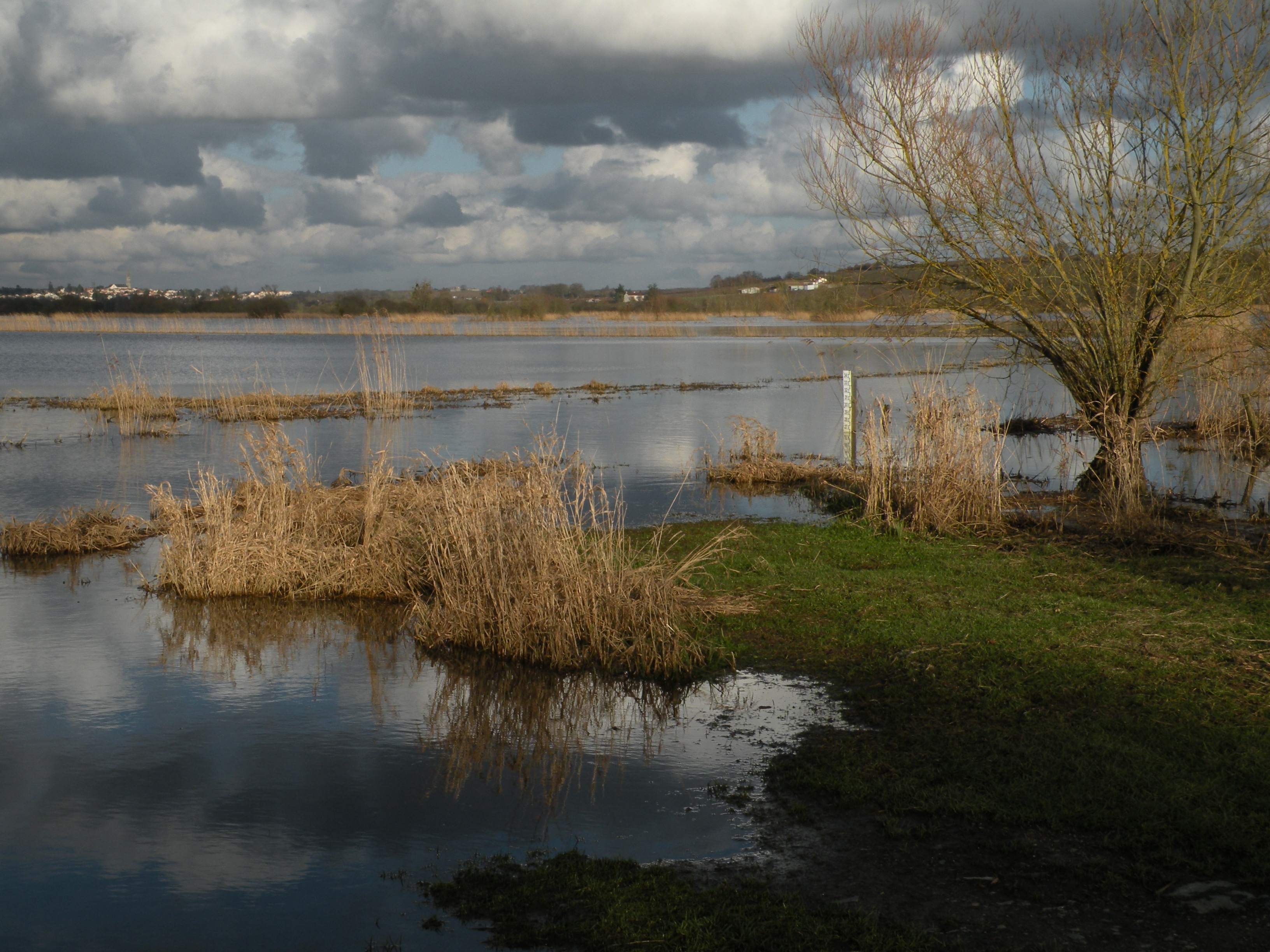
Le marais de Goulaine.
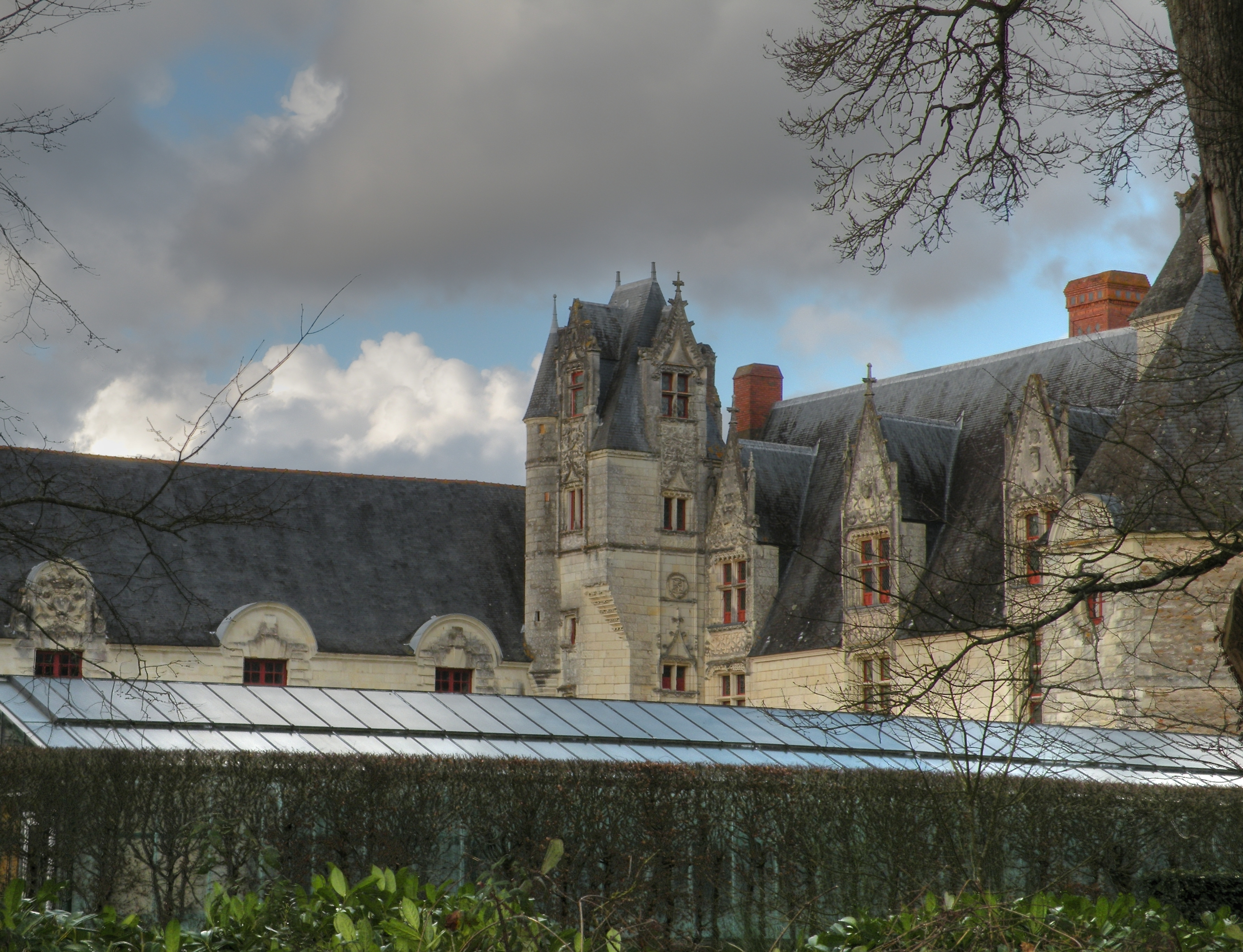
Le château de Goulaine.
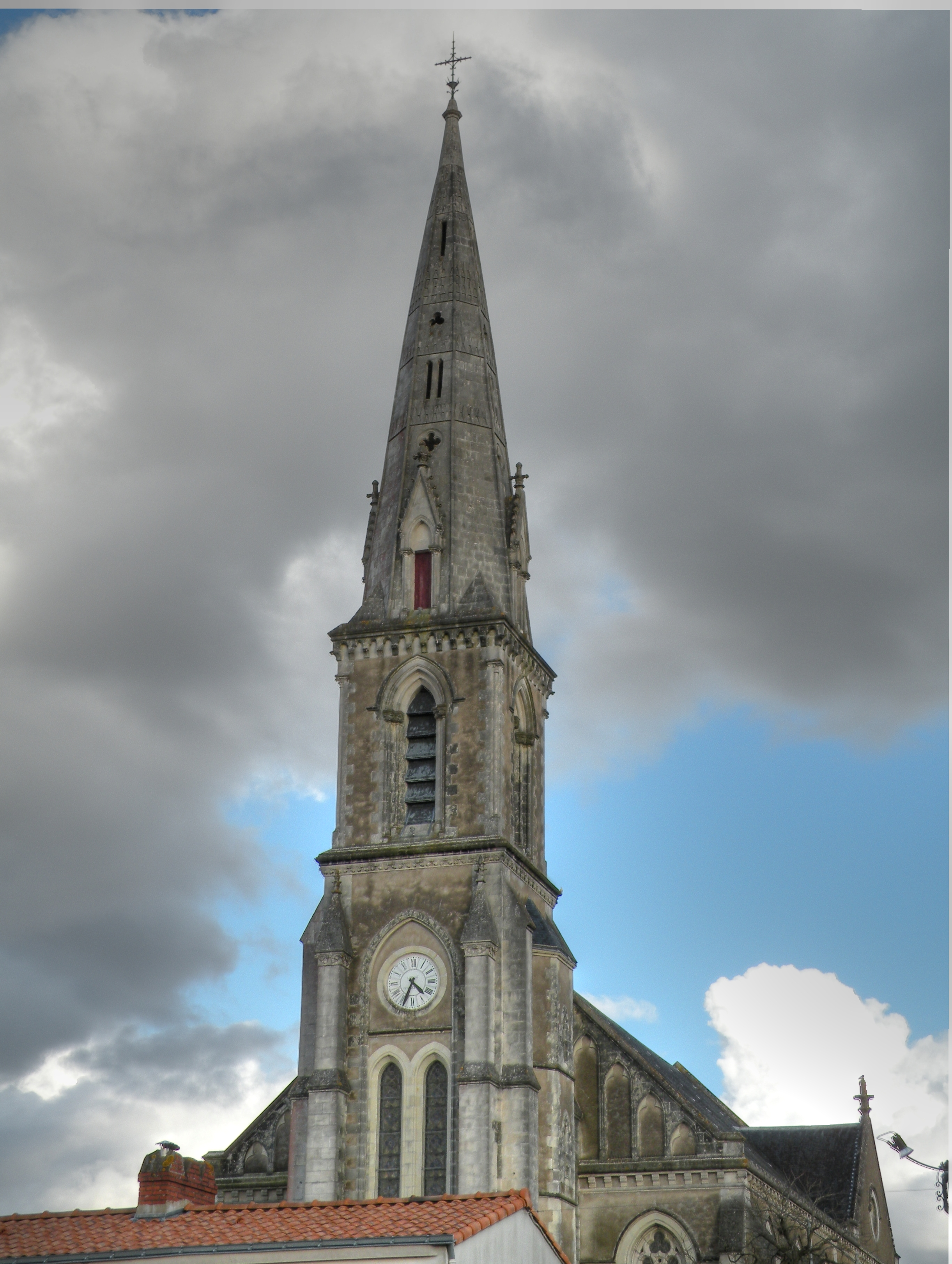
L'église.
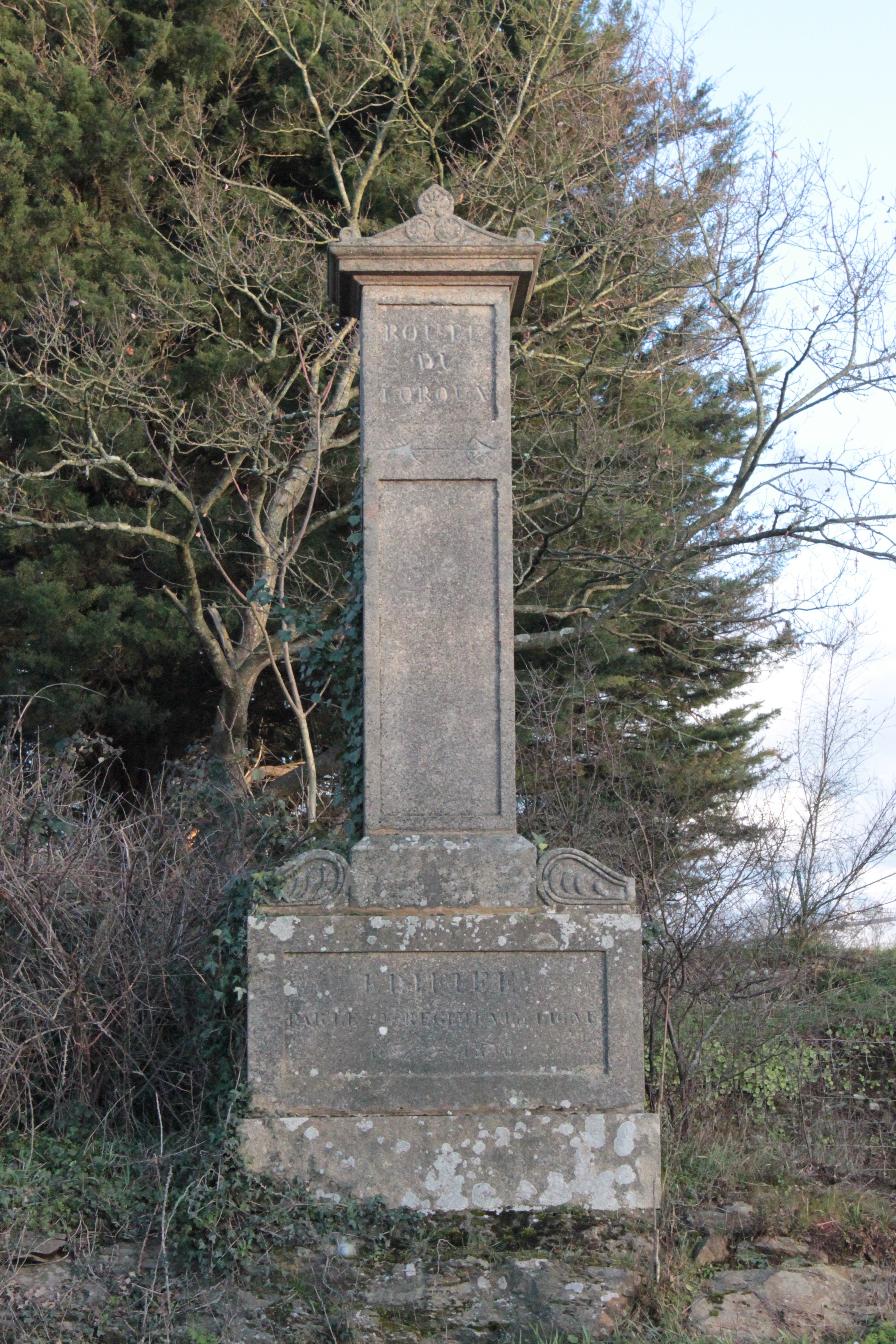
La borne (1835-36) du 40e R.I., route du Loroux.

#### Le château de Goulaine
Le château de Goulaine (Xe-XVe – XVIIe siècle), propriété de la famille Goulaine (sauf entre 1788 et 1858), héberge plusieurs trésors :
- une inestimable collection de papillons vivants provenant du monde entier
- une exposition permanente, retraçant l'histoire de la célèbre biscuiterie LU (Lefèvre-Utile), racontée à travers son patrimoine artistique, depuis 1880 jusqu'à nos jours.

#### Le Pylône de la Louée
Il est le principal émetteur de télévision du département dont il couvre la quasi-totalité du territoire mais aussi une partie du Maine-et-Loire (Cholet notamment) et de la Vendée.

#### Le Marais de Goulaine et site du Pont de l'Ouen
Au nord-est de la commune, le marais de Goulaine s'étend sur environ 1 500 hectares. Ce site remarquable classé, fait partie du projet « Natura 2000 » pour la protection de la faune et de la flore. Quadrillé de canaux autrefois à usage de transport et culture de la rouche. Il est à la fois un fabuleux réservoir à brochets (frayère) et un milieu où faune et flore foisonnent. Le pont de l'Ouen, dont la première construction date du VIe siècle, offre un superbe panorama embrassant tout le marais. À proximité de ce point, se trouve la « Maison Bleue », lieu d'exposition permanent du Marais de Goulaine.

#### Autres patrimoines
- Le Pont de l'Ouen.
- L'église paroissiale de Haute-Goulaine (XIXe siècle) ;
- la chapelle Saint-Martin (1815) ;
- les constructions gallo-romaines des Cléons ;
- l'ancien logis de la Bourrelière transformé en collège privé ;
- le manoir de La Bonodière (fin du XVIIIe siècle). ;
- le manoir du Cartron (XIXe siècle) ;
- le manoir des Montys (1813) : villa avec son parc et ses fabriques (chapelle, tour, tempietto), propriété édifiée par François-Léonard Seheult ;
- sept moulins (XVIIIe – XIXe siècle).

### Héraldique
| Blason | Blasonnement : D'or au château flanqué de deux échauguettes de sable, ouvert et ajouré du champ, soutenu d'une divise ondée d'azur ; en pointe, une grappe de raisin pamprée de sinople ; au chef d'hermine. Commentaires : Le château représente celui de la seigneurie de Goulaine au bord des Marais de l'Ouen ; la divise ondée d'azur évoque la rivière du Pont de Louen ; la grappe de raisin rappelle le vignoble (et le Muscadet). Le chef d'hermine évoque le blasonnement d'hermine plain de la Bretagne, rappelant l'appartenance passée de la ville au duché de Bretagne. Blason conçu par Georges Brisson (délibération municipale du 26 septembre 1980), enregistré le 3 octobre 1980. |

### Personnalités liées à la commune
- Jules Ouvrard (1798-1861), homme politique né à Haute-Goulaine, député de la Côte-d'Or.
- Robert de Goulaine, marquis de Goulaine et écrivain (1933-2010)
- Gabriel de Goulaine
- Yolande de Goulaine, elle avait défendu le château de Goulaine contre les Anglais en l'absence de son père